# دائرة نقاد الكتب الوطنية

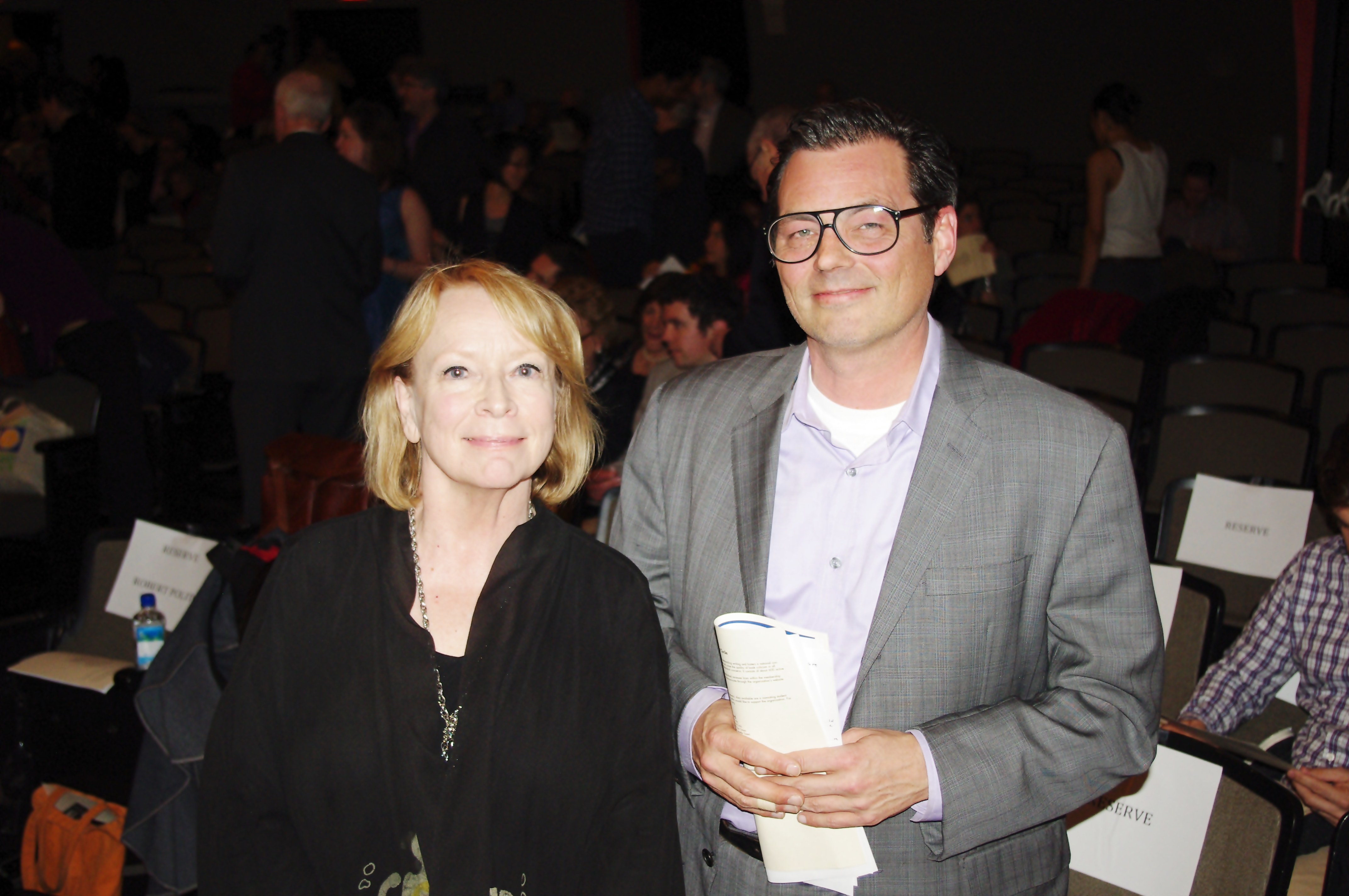

دائرة نقاد الكتب الوطنية هي منظمة غير ربحية أمريكية (501 (c)) وعدد أعضاؤها يقارب الـ 600. الدائرة تعتبر الجمعية المهنية لنقاد ومراجعي الكتب الأمريكية، والدائرة مشهورة بشكلٍ رئيسي بسبب جوائز دائرة نقاد الكتب الوطنية، وهي عبارة عن مجموعة من الجوائز الأدبية التي يتم منحها في شهر مارس (آذار) من كل عام.